# 8868 Hjorter
8868 Hjorter è un asteroide della fascia principale. Scoperto nel 1992, presenta un'orbita caratterizzata da un semiasse maggiore pari a 3,0429476 UA e da un'eccentricità di 0,0955502, inclinata di 12,19681° rispetto all'eclittica.